# TSV Rot-Weiß Niebüll
Der TSV Rot-Weiß Niebüll (auch in der Schreibweise: TSV Rotweiß Niebüll, vollständiger Name: Turn- und Sportverein Rot-Weiß Niebüll e. V.) ist ein Sportverein aus Niebüll in Schleswig-Holstein mit über 2.100 Mitgliedern. Der Verein wurde 1889 als MTV Niebüll gegründet, trug in den 1930er Jahren den Namen Turn- und Spielgemeinschaft Niebüll und seit 1945 seinen heutigen Namen. Ende der 1940er Jahre verselbständigte sich vorübergehend die Fußball-Sparte als FC Rotweiß Niebüll, kehrte aber wieder zum TSV zurück.

## Sparten
Zu den zahlreichen Sparten des Vereins gehören Fußball, Handball, Schwimmen, Leichtathletik, Triathlon (eigene Sparte), Basketball, Boxen, Faustball, Judo, Taekwondo, Tanzen, Tennis. Tischtennis, Turnen,  und weitere.

## Fußball
Nachdem schon in den 1920er Jahren ein erfolgloser Versuch gestartet worden war, eine Fußballabteilung zu etablieren, war die Gründung der Sparte 1945 wesentlich erfolgreicher: Der Anfang begann gleich 1945/46 in der damals höchsten Spielklasse, der Liga um die Bezirksmeisterschaft Schleswig-Holstein Nord, aus der der ATSV Flensburg nach einem Entscheidungsspiel gegen Flensburg 08 als Meister hervorging und Rot-Weiß trotz der nur fünf ausgetragenen Spiele Siebenter wurde. Im Pokalwettbewerb wurde Rot-Weiß jedoch in jener Saison Meister: der Verein besiegte Schleswig 06 im Endspiel.
Zu diesen „Erfolgen auf Anhieb“ trugen mehrere etablierte Fußballspieler bei, die vor allem als Flüchtlinge nach Niebüll kamen und sich Rot-Weiß anschlossen; zu diesen gehörte Erwin Scheffler, der vom VfB Königsberg kam und später nach einer Zwischenstation beim Itzehoer SV mit dem 1. FC Kaiserslautern Deutscher Meister wurde. Alteingesessene Niebüller waren nur wenige in der Mannschaft.
Mit dem Gewinn der Bezirksmeisterschaft im folgenden Jahr qualifizierte sich Rot-Weiß Niebüll für die Landesmeisterschaft Schleswig-Holstein 1946/47, bei der der Verein in der 1. Hauptrunde an Kilia Kiel scheiterte. Diese Landesmeisterschaft diente auch als Qualifikation für die neue Oberliga Nord und die Britische Zonenmeisterschaft. 1947/48 gehörte Rot-Weiß Niebüll zu den Gründungsmitgliedern der zweitklassigen Landesliga, der heutigen Oberliga Schleswig-Holstein, die in der ersten Saison in drei Staffeln ausgespielt wurde; der Verein konnte sich als Tabellen-Achter in der Nordstaffel jedoch nicht für die eingleisige Landesliga der Folgesaison qualifizieren. Der sofortige Wiederaufstieg als erneuter Bezirksmeister scheiterte in der Aufstiegsspielrunde zur Landesliga. Ein Jahr später wurde RW noch Vizemeister in der damaligen drittklassigen Bezirksliga, danach wurden nur noch Mittelfeldplätze eingenommen und 1954/55 folgte sogar der erste Abstieg in die Kreisklasse, danach pendelte der Verein zwischen Bezirksliga und Kreisklasse. Umsiedlungsaktionen für Heimatvertriebene führten dazu, dass die Flüchtlingsfußballspieler abwanderten.
Der erste Aufstieg in die Landesliga Schleswig-Holstein Nord, die zunächst Verbandsliga hieß, erfolgte 1969/70, der zweite 1973/74, der dritte 1977/78. 1980/81 spielte Rot-Weiß nach errungener Meisterschaft erneut nach 1947/48 in der heutigen Oberliga Schleswig-Holstein, die zu diesem Zeitpunkt den Namen Verbandsliga Schleswig-Holstein trug.
1980/81 gelangte Rot-Weiß Niebüll sogar bis in die 2. Hauptrunde des DFB-Pokals. Nach einem 3:2-Erfolg in der 1. Runde gegen Eintracht Braunschweig Amateure unterlagen die Kicker Schwarz-Weiß Essen mit 0:4.
1988/89 stieg der Verein in die Bezirksliga Nord ab. In späteren Jahren fristete er sein Dasein noch zwei Klassen tiefer. Im Sommer 2017 schaffte es Rot-Weiß nach zwei aufeinander folgenden Aufstiegen wieder in die – nun siebentklassige – Verbandsliga Nord.

## Handball
Die Männer der Handball-Sparte des TSV Rot-Weiß Niebüll spielten als Spielgemeinschaft unter den Namen SG Niebüll/Süderlügum (zusammen mit dem TSV Süderlügum) und HSG Nord-Nordfriesland (zusammen mit dem TSV Süderlügum und dem MTV Leck) von 1999 bis 2007 in der Handball-Regionalliga Nordost.

## Bekannte Sportler
- Kurt Baluses ?[3], Fußballspieler, späterer Bundesligatrainer
- Hans Lindemann, Fußballspieler, späterer Oberligaspieler
- Ingo Röper, Leichtathlet, EM-Bronzemedaille 1969
- Erwin Scheffler, Fußballspieler, Deutscher Meister mit dem 1. FC Kaiserslautern
- Wolfdietrich Seibicke, Fußballspieler (Spieler und Trainer bei RW), zuvor Oberligaspieler
- Bodo Schmidt, Fußballspieler, DFB-Jugendnationalspieler und späterer Bundesligaprofi
- Thorsten Storm, Handballspieler, späterer Bundesligaprofi
- Willi Somann, Fußballspieler, späterer Oberligaspieler
- Randy Bülau, Handballnationalspielerin, spielte für SG Niebüll/Süderlügum
- Dirk Rauin, Handballspieler und -trainer, trainierte die SG Niebüll/Süderlügum